# Ernst Ludwig von Wilcke

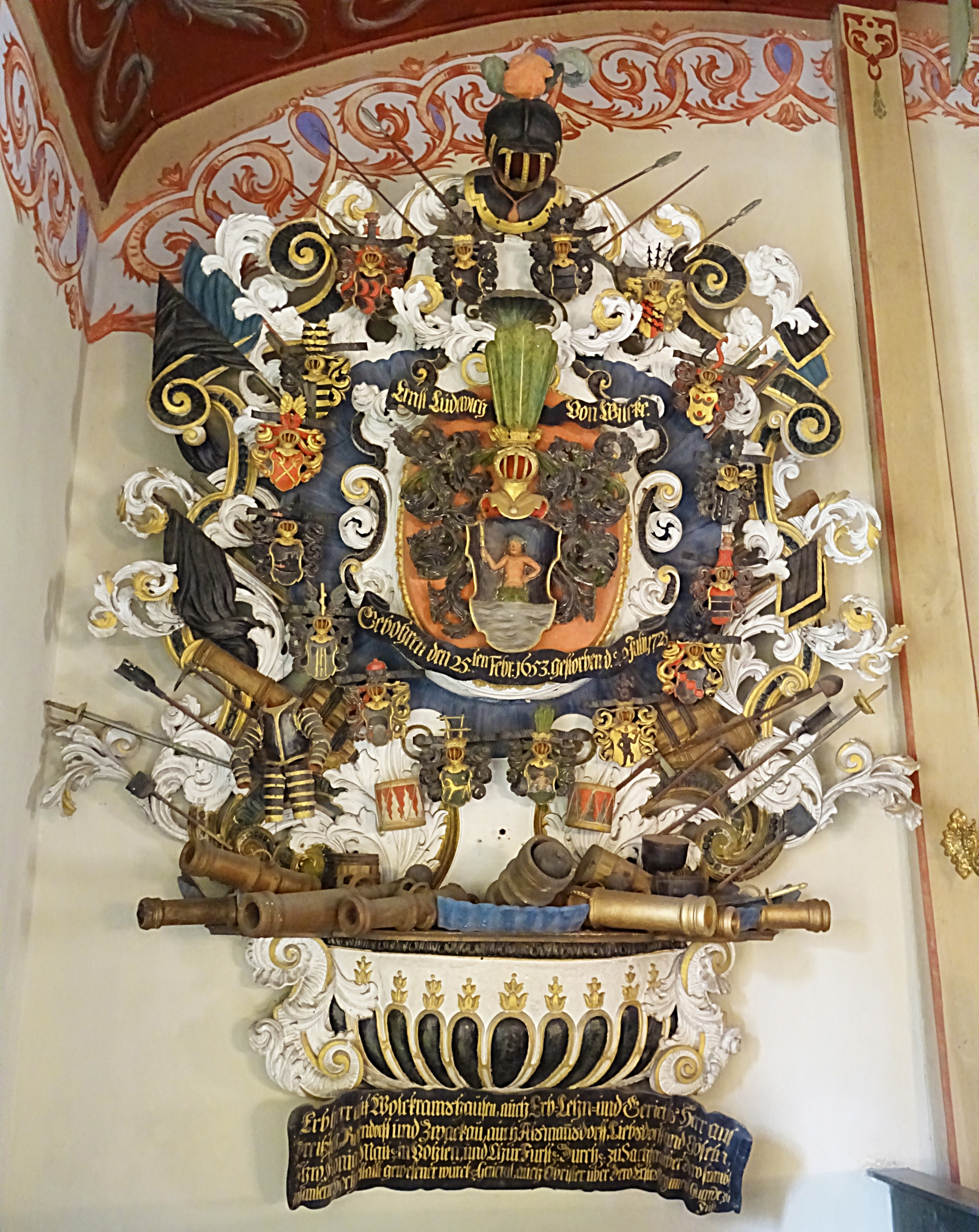
Epitaph in der Kirche St. Johannes Dreitzsch

Ernst Ludwig von Wilcke (* 1653 in Wolkramshausen; † 29. Juli 1725 in Dreitzsch in Thüringen) war kurfürstlich-sächsischer und königlich-polnischer General der Infanterie.

## Herkunft
Die Herkunft der Vorfahren ist nach der genealogischen Fachliteratur bestimmt. Als Stammvater gilt Andreas Wilcke, urkundlich 1510 im Archiv von Sondershausen; später Bodo Wilcke im Archiv Rudolstadt. Ernst Ludwig von Wilcke und sein älterer Bruder, Oberst Heinrich Thilo von Wilke, sind die Begründer der briefadeligen Familie von Wilcke (Wilcke-Thüringen genannt). Ihre Großeltern waren Wolf Heinrich von Wilcke und Emilie von Westernhagen. Der Vater Thilo von Wilcke war zweimal verheiratet, ohne näheren Angaben, mit Brigitta von Zenge, dann mit Dorothea von Reinecke.

## Leben
Er wählte wie viele seiner Zeit die Kriegsdienste und wurde 1672 Fähnrich der niederländischen Armee. Im gleichen Jahr begann der Holländische Krieg, in dem der französische König Ludwig XIV. versuchte, die Niederlande zu erobern. Er nahm an vielen Feldzügen, Schlachten, Gefechten und Belagerungen teil und stieg zum Brigadier auf.
Mit dem Ausbruch des spanischen Erbfolgekrieges im Jahr 1701 versprach der hessische Kurfürst Landgraf Karl von Hessen-Kassel ein Truppenkontingent zu stellen. Im Jahr 1704 warb er dann Wilke an in hessische Dienste zu treten, dort wurde Generalmajor der Infanterie. Das hessische Corps marschierte unter dem Erbprinzen Friedrich von den Niederlanden in Richtung Donau. Dort traf man auf die Armee des Prinz Eugen, am 18. August 1704 schlug man die Franzosen in der Schlacht bei Höchstädt. Wilke führte seine Regimenter im Angriff auf das Zentrum in Blindheim, dafür erhielt er nach der Schlacht vom Landgrafen ein Regiment als Regimentschef. 1705 folgte ihm sein Sohn Heinrich Gottfried († 1746) in hessische Dienste.
Er kehrte dann in die Niederlande zurück, wurde aber 1706 mit dem Korps des Erbprinz Friedrich nach Italien geschickt. Dort wurden am 9. September 1706 in der Schlacht bei Castiglione zwei Pferde unter ihm erschossen und er selber schwer verletzt. Landgraf Karl belohnte seine Tapferkeit noch auf dem Schlachtfeld mit der Beförderung zum Generalleutnant. Trotz seiner Verwundung kämpfte er 1707 vor Toulon. 1708 kehrte das Korps in die Niederlande zurück. Er kämpfte bei Lille, dort führte er den Angriff auf das Hauptravelin, wurde aber durch einen Flintenschuss in den Nacken verwundet. Während der Belagerung von Tournay (1709) führte er ein Korps von 16 Bataillonen und 18 Schwadronen mit Geschütz, um das Umland zu decken. Er machte noch den Feldzug von 1710 mit, aber 1711 holte in der König von Polen, Kurfürst August II. von Sachsen, in polnische Dienste. Er kam zu den sächsischen Truppen in den Niederlanden unter dem General Graf von der Schulenburg. Als Schulenburg im Mai 1711 das Korps des Kurfürsten verließ, wurde Wilke zu dessen Kommandeur ernannt. Er kommandierte 10 Bataillone und 12 Schwadronen aber weder 1711 noch 1712 kam er zu größeren Kämpfen. Im Sommer 1713 führte Wilke sein Truppenkorps aus den Niederlanden über den Rhein und in die Heimat.
Wilke wurde 1714 zum General der Infanterie befördert und erhielt den Befehl über das ganze kursächsische Fußvolk. Als der schwedische König Karl XII. aus dem türkischen Exil zurückkehrte bracht der Große Nordische Krieg erneut aus. Die Könige von Dänemark, Preußen und Polen schlossen sich zusammen und Wilke führte 8000 Mann nach in einem Feldzug nach Schwedisch Pommern, dort trafen sie sich mit den preußischen und dänischen Truppen. Der Fürst Leopold von Dessau führte eine Armee von 24 Bataillonen Fußvolk auf einer Transportflotte gegen die Insel Rügen. Wilke befehligte das Fußvolk. Die Generäle waren die ersten, die am 16. November 1715 den Strand von Rügen betraten. Die Schweden versuchten vergeblich, die Truppen zu vertreiben.
Nach seiner Rückkehr nach Hessen zog sich Wilke auf sein Landgut bei Droitsch im Vogtland. 1718 und 1722 nahm er als schriftsässiger Rittergutsbesitzer von „Dreitzsch“ am Sächsischen Landtag teil. Er war in beiden Jahren Mitglied im Weiteren Ausschuss. In Droitsch starb er nach kurzer Krankheit am 29. Juli 1725. Sein Epitaph befindet sich in der Kirche von Dreitzsch.

## Familie
Ernst Ludwig von Wilcke war zweimal verheiratet, zuerst mit, am 11. Oktober 1680 in Ryswick mit Catharina Charlotte von Friesheim († 1704):
- Maria (* 19. September 1681 in Aachen)
- Heinrich Gottfried (* 1682; † 7. August 1748), Herr auf Wolkramshausen, Hessen-Kasselischer General der Infanterie

⚭ Agnes von Billerbeck († 22. Februar 1725)
⚭ Magdalena Elisabeth von Wurmb (* 1692; † 3. April 1754)
- Walrad Ludwig (* 30. August 1687; † 21. Dezember 1747), Herr auf Wolkramshausen (Errichtete das „Neuwilckesche Gut“),[5][6] Kurfürstlich-Sächsischer Obrist ⚭ Anna Wilhelmine von Wurmb (* 28. Juni 1685; † 29. Februar 1756)

Seit 19. Januar 1706 war Ernst Ludwig mit Eleonore Sophie von Wurmb a. d. H. Gr. Furra verheiratet. Das Ehepaar hatte fünf Kinder:
- Friedrich Ludwig (* 1707; † 1709)
- Ernst Ludwig (* 1709; † 1763) ⚭ Charlotte von Dieskau, neun Kinder, u. a. Tochter Louise war mit dem Generalleutnant Hans Rudolf von Bischoffwerder liiert (Geschieden)
- Friedrich Wilhelm Adam (* 1711; † 1776) ⚭ Eleonore von Hanstein, zehn Kinder
- Mauritius Wilhelm (* 1714; † 1738) ⚭ Christiane Dorothea von Reibold, zwei Kinder, Tochter Henriette, Sohn Moritz Ferdinand, Domherr von Merseburg[7]
- Katharina Louise (* /; † /) ⚭ Rudolph Anton von Hennig, hrzgl. Ober-Hofmeister in Braunschweig-Lüneburg.[8]